# Pastorella (componimento)
più che la stella bella, al mi' parere»
(Guido Cavalcanti)

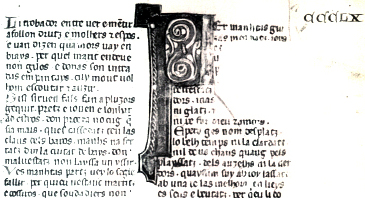
Folio CCCLX del canzoniere C, (BnF f.f. 856)

La pastorella è un componimento poetico, in forma dialogica musicata e cantata, diffuso in particolare nella letteratura occitana medievale in lingua d'oc.

## Origini

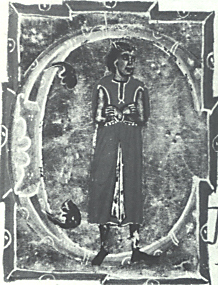
Miniatura di Marcabru, dal Manoscritto 12473, foglio 102r alla Bibliothèque Nationale de France.

Le origini della pastorella sono incerte; si è ipotizzata, attraverso lo studio della trattatistica mediolatina, una nascita a partire da fonti latine classiche, in particolare la tradizione bucolica risalente a Virgilio (è la tesi di Edmond Faral), una genesi 'popolare' in area occitana o una creazione 'colta' originale da parte dei trovatori provenzali (Gaston Paris e Alfred Jeanroy).
Le pastorelle si diffusero dapprima composte in lingua d'oc, tra la metà del XII e la fine del XIII, grazie ai ben noti trovatori quali Marcabru, Gui d'Ussel, Giraut de Bornelh, Cadenet, Serveri de Girona, e ad autori meno celebri come Johan Esteve, Guillem d'Autpolh, Gavaudan, Joyos de Tolosa o Guiraut d'Espanha.
Il genere ebbe fortuna in Spagna e in Francia, dove i trovieri, adulatori dei desideri dei loro signori, ne riprenderanno i loro temi dai poeti provenzali. In Italia ha avuto cultori in Guido Cavalcanti e Franco Sacchetti, anche se - preferibilmente - in forma di ballata minore.

## Forma

### Forma tematica
La forma di base della pastorella narra un contrasto, su sfondo agreste o nel locus amoenus, tra un cavaliere-trovatore e una giovane pastora che respinge o accetta le proposte d'amore. Il rifiuto della pastorella può essere seguito da una falsa proposta di matrimonio, con cui il cavaliere ha ragione dell'ingenuità della ragazza, o da stupro. Secondo Edmond Faral la pastorella permetteva agli autori di "compensare" le composizioni più austere come la canzone con una vena grossolana che avvinceva il pubblico.

Maurice Zink descrive la pastorella, riprendendo la definizione del trovatore Vidal de Bezaudun, come: 
Gli autori medievali la consideravano del resto un genere satirico.
Tradizionalmente, si distinguono due tipi:
- Il tipo più frequente, quello che descrive l'incontro amoroso, tra il poeta e la pastora.
- Il tipo «oggettivo», che presenta una scena campestre, dove il poeta si mescola a pastorelle che fanno festa, litigano, si riconciliano, si divertono[5].

#### La pastorella nel medioevo
La funzione della pastorella nella lirica del medioevo sembra dare "sfogo" al desiderio carnale maschile, in quanto la pastora (una donna di bassa estrazione sociale, reputata facile) viene ridotta a un puro oggetto erotico. Il cavaliere fa uso del linguaggio della seduzione e il vocabolario della fin'amor, ma se ne allontana, in quanto l'aspetto brutale del suo desiderio (che lui vuole appagare, costringendo la donna, se non consenziente), contraddice il suo dire.
Genere più aristocratico che agreste, la pastorella riflette probabilmente le aspirazioni segrete di una cavalleria talvolta stanca della preziosità delle Cours d'amour.

### Forma metrica
Non essendo la pastorella un componimento poetico a forma fissa, la forma e il numero delle strofe resta libero (tra 6 e 30). La pastorella nel corso dei secoli o a seconda delle regioni, ecc., ha potuto essere:
- Un componimento erudito di poesia pastorale la cui forma s'imparenta, per es. in Francia, al Chant royal del XIV secolo, con la differenza che i versi utilizzati sono ottonari, con il ritornello facoltativo.
- Un piccolo poema medievale, talvolta anonimo, il cui tema è l'amore di una pastora. Concepito, in linea generale, sotto forma di dialogo tra una giovane pastorella che si difende, e un cavaliere galante che fa scintillare ai suoi occhi dei regali degni di una dama (come guanti, cintura, benda[8]) onde ottenere i suoi favori.

In quanto canzone dall'aria gradevole e gaia, un po' frizzante e viva, la pastorella ha dato origine a una figura di contraddanza: la quarta della quadriglia ordinaria.
Dalla forma metrica della pausa deriva la villanella e dal principio dialogico e scenico l'organizzazione del dramma pastorale.

## Poesia pastorale
La pastorella rientra nel genere più esteso della poesia pastorale o bucolica, praticata nell'antichità, come gli idilli di Teocrito o di Virgilio e, più vicino a noi, della «chanson de bergère», che può d'altra parte essere altrettanto immorale e salace della pastorella.

## Esempio di pastorella
L'inizio di L'autrier, jost'una sebissa, di Marcabru, a cui si fa risalire la prima pastorela della lirica occitana, è presente in otto manoscritti, tra cui il canzoniere C. La poesia è composta di strofe di sette versi ottonari, dove due strofe successive utilizzano le stesse rime, secondo lo schema metrico aaabaab, poi cccbccb per le due successive, ecc.
L'autrier, jost'una sebissa

Trobei pastora mestissa,

De joy et de sen massissa;

E fon filha de vilana :

Cap'e gonel'e pelissa

Vest e camiza treslissa,

Sotlars e caussas de lana.

Ves leis vinc per la planissa:

"Toza, fi m'eu, res faitissa,

Dol ai gran del ven que.us fissa".

"Senher, so dis la vilana,

Merce Deu e ma noyrissa,

Pauc m'o pretz si.l vens m'erissa

Qu'alegreta sui e sana".

"Toza, fi.m eu, causa pia,

Destoutz me suy de la via

Per fa a vos companhia,

Quar aitals toza vilana

No pot ses plazen paria

Pastorgar tanta bestia

En aital luec, tan soldana!"

"Don, dis ela, qui que.m sia,

Ben conosc sen o folia;"

[...]
L'altro dì, presso una siepe

trovai una povera pastora,

di gioia piena e arguta;

figlia di contadini era:

e cappa e gonna e pelliccia

vestiva, e camicia grezza,

e scarpe e calze di lana.

Verso lei venni dal piano:

"Fanciulla, diss'io, cosa amabile,

del vento che vi punge ho gran pena".

"Signore, disse la pastorella,

grazie a Dio e alla mia nutrice,

poco io curo che il vento soffi

perché allegra sono e sana".

Fanciulla, dissi, cosa pia,

mi son distolto dal cammino

per fare a voi compagnia;

una tale agreste fanciulla

non può stare senza compagnia

e pascolare tante bestie

in un tale luogo tutta sola!

"Maestro, disse, comunque sia,

ben conosco il senno e follia".

[...]

## Pastorelasnella poesia trobadorica
| Compositore         | Incipit                                | Note                   |
| ------------------- | -------------------------------------- | ---------------------- |
| Marcabru            | L'autr' ier jost' una sebissa          |                        |
| Marcabru            | L'autr' ier, a l'issida d'abriu        |                        |
| Giraut de Bornelh   | L'autrier, lo primier jorn d'aost      |                        |
| Giraut de Bornelh   | Lo dous chan d'un auzel                |                        |
| Gavaudan            | Desamparatz, ses companho              |                        |
| Gavaudan            | L'autre dia per un mati                |                        |
| Cadenet             | L'autrier lonc un bosc folhos          |                        |
| Gui d'Ussel         | L'autre jorn cost' una via             |                        |
| Gui d'Ussel         | L'autr' ier cavalcava                  |                        |
| Gui d'Ussel         | L'autre jorn per aventura              |                        |
| Paulet de Marselha  | L'autrier manei ab cor pensiu          |                        |
| Guiraut Riquier     | L'autre jorn m'anava                   | 1260                   |
| Guiraut Riquier     | L'autr' ier trobei la bergeira d'antan | 1262                   |
| Guiraut Riquier     | Gaia, pastorela                        | 1264                   |
| Guiraut Riquier     | L'autr' ier trobei la bergeira         | 1267                   |
| Guiraut Riquier     | D'Astarac venia                        | 1276                   |
| Guiraut Riquier     | A Sant Pos de Tomeiras                 | 1282                   |
| Joan Esteve         | L'autr' ier al gai tems de Pascor      | 1275                   |
| Joan Esteve         | El dous tems quan la flor sesplan      | 1285                   |
| Joan Esteve         | Ogan al freg que fazia                 | 1288                   |
| Guiraut d'Espanha ? | Per amor soi gai                       |                        |
| Cerverí de Girona   | Entre Lerida e Belvis                  |                        |
| Cerverí de Girona   | Entre Caldes e Penedes                 |                        |
| Cerverí de Girona   | En mai, can per la calor               |                        |
| Cerverí de Girona   | Pres d'un jardi, encontrei l'altredia  |                        |
| Joyos de Tolosa     | L'autr' ier el dous tems de Pascor     |                        |
| Guilhem d'Autpol    | L'autr' ier a l'issida d'abril         |                        |
| Anonimo             | L'autrier al quint jorn d'Abril        |                        |
| Anonimo             | Quant escavalcai l'autr' er            | Chiamata balada.       |
| Anonimo             | Mentre per una ribeira                 | Intitolata Porquieira. |